# Етнонаркологія
Етнонаркологія — міждисципліна етноботаніки, яка займається вивченням вживання наркотиків, нюхальних напоїв, галюциногенів тощо в первісних людських суспільствах.